# Сиприен Мбонимпа
Сиприен Мбонимпа (рунди и фр. Cyprien Mbonimpa; род. 26 декабря 1946, Бурури, Руанда-Урунди) — бурундийский государственный деятель, дипломат. В 1987—1992 годах занимал пост министра иностранных дел Бурунди.
Работал первым секретарём Посольства Бурунди в Брюсселе (1973—1975); поверенным в делах Бурунди в СССР (1975—1976); советником президента Бурунди (1976—1978);  генеральным директором по печати Министерства информации (1978—1980); входил в Президентский подкомитет, ответственный за сотрудничество в сфере сельского хозяйства.
В 1980—1985 годах был послом своей страны в Бельгии, в 1985—1987 годах — посол во Франции.
Президент Общества Бурундийско-Бельгийской дружбы (1976—1980). Член Административного совета Бурунди (1978—1980; член франкоязычного комитета Национальной типографии Парижа и Квебека (1985—1987).
Был профессором в нескольких университетах Бужумбуры. Он, в частности, преподает курс международных отношений, является членом Исполнительного совета Международного Эквадорского университета Бужумбуры. В мае 2016 года, вышел на пенсию.